# Afrokona
Afrokona là một chi bướm đêm thuộc họ Sesiidae.

## Các loài
- Afrokona aerea  Fischer, 2006